# Nivernais (habitants)
Pour les articles homonymes, voir Nivernais (homonymie).
Les Nivernais sont les habitants du Nivernais, une province de France disparue en 1790 qui correspond approximativement au département de la Nièvre, territoire dans lequel les habitants continuent d'être appelés Nivernais. 
La population nivernaise est de 209 161 habitants en 2016 et représente une part du peuple français.

## Ethnonymie
Le nom Nivernais, anciennement écrit Nivernois, désigne les habitants de la province nivernaise depuis au minimum 1721, ils étaient également appelés Nivernichons. Après la création des départements en 1790, Nivernais continue d'être utilisé pour désigner les habitants du département de la Nièvre.
D'autre part, Nivernais est aussi le nom des habitants de Nevers depuis au minimum 1671, les gens de cette ville sont autrement appelés Neversois.

## Anthropologie et ethnologie

### Origines
Du temps de Jules César, le Nivernais était habité par les Vadicasses, les Roji, etc., peuplades tributaires des Éduens, avant de devenir les alliés des Romains. Sous Honorius, la région nivernaise se trouvait comprise dans la quatrième Lyonnaise ou Sénonoise. Le Nivernais passa de la domination romaine sous celle des Bourguignons, puis sous celle des Français et eut ses comtes particuliers dès le IXe siècle.

### Du Moyen Âge auXIXesiècle

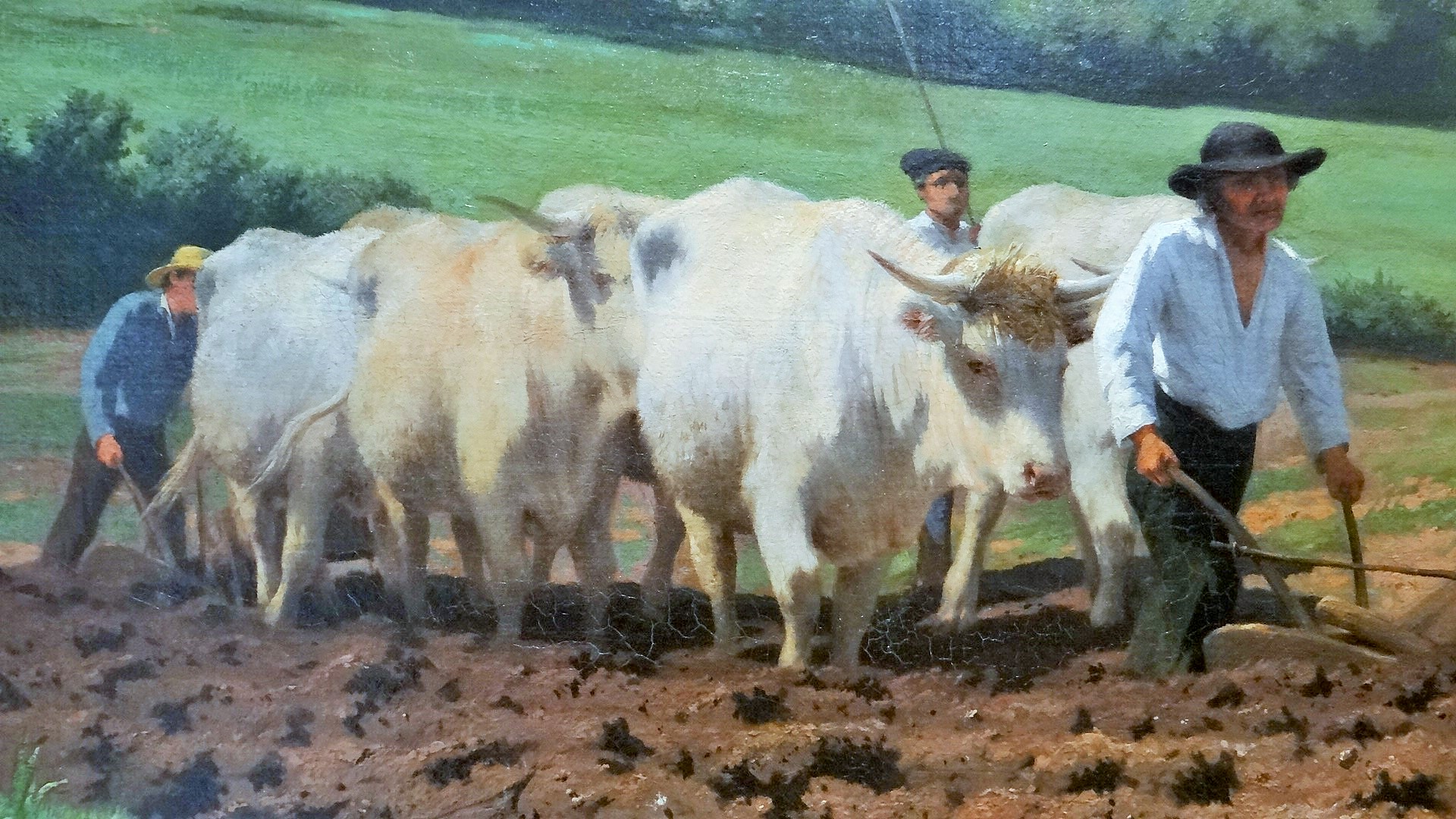
Labourage nivernais, peinture de 1849.

Les mœurs des Nivernais ont été longtemps grossières et rudes dit Abel Hugo, tant à cause des guerres qui désolèrent la région, que par suite de leur condition semblable à celle des serfs. Excepté les seigneurs et quelques propriétaires de condition libre, le peuple habitait des baraques qu'il se gardait bien d'embellir et il était soumis à une redevance très onéreuse qui était appelée « bordelage ». Voici en quoi elle consistait : les gens riches, possesseurs des domaines ruraux, les donnaient aux laboureurs à perpétuité, à charge de les faire valoir et moyennant une redevance annuelle en nature, grains et volailles. Les conditions principales de cette espèce de contrat étaient d'une grande rigueur. Il résultait de cet ordre de choses qu'on craignait de s'allier par mariage, ou de s'établir et de faire du commerce dans une province soumise à des conditions si dures ; et que le cultivateur pouvait de son côté craindre d'embellir et d'améliorer des biens dont une longue possession ne rendait pas la propriété plus certaine. Les gens de la campagne, cherchant à éviter des reversions de leurs héritages faute d'héritiers, mariaient leurs enfants fort jeunes.
Du temps de Guy Coquille (1523-1603), la population des villages et du plat pays était paresseuse et nonchalante, sans cependant manquer d'esprit et d'entendement ; sa paresse provenait de l'abondance du pays et de l'espèce d'aisance des diverses commodités de la vie dont on y jouissait alors. M. Coquille dit qu'on a remarqué que les peuples vivant en pays secs et stériles sont ordinairement plus actifs et plus industrieux que ceux qui demeurent dans des pays gras et abondants. Mais depuis que les impôts de tous genres se sont multipliés en raison de l'accroissement des dépenses de l'État, le peuple du Nivernais, comme les autres habitants de la France, est sorti de sa léthargie. Il travaille afin de pourvoir à ses besoins et à ceux de sa famille ; son émulation s'est accrue par le bon exemple et les encouragements qui lui ont été donnés, par l'introduction de nouvelles cultures diverses et utiles à sa subsistance. Enfin, son industrie a augmenté son aisance. 
En 1835, il n'y a plus dans la Nièvre d'autres paresseux que quelques fils de famille qui, se fiant à la fortune de leurs parents, ne veulent rien faire, ou s'occupent en chassant du matin jusqu'au soir, en jouant et en dansant, à chercher les moyens de détruire l'ennui que le travail dissiperait promptement. D'autre part, les mœurs des villes et des campagnes, autrefois pures, se corrompent et se dégradent rapidement à cette époque. Dans les années 1830, les habitants de la Nièvre sont hospitaliers, ils aiment le plaisir et la société autant que le travail et les affaires ; cependant ils cultivent peu les lettres. Le département renferme à cette époque des négociants, des maîtres de forges et des hommes de finances qui sont actifs, instruits et intelligents.
Dans la première moitié du XIXe siècle, d'après Abel Hugo, le caractère des habitants du département de la Nièvre se fait remarquer par un mélange d'esprit, de causticité et néanmoins de bonhomie ; par une vivacité et un emportement qui n'excluent point un jugement solide et un entendement très sain. Toujours selon cet auteur, ils sont braves et patients, actifs et laborieux, modérés dans leurs besoins mais un peu intéressés ; ils ont un bon cœur, mais ils se laissent facilement conduire par leurs passions et conservent longtemps des sentiments rancuneux. Par ailleurs, le descriptif qu'on faisait d'eux autrefois ne leur était pas favorable.

### XXeetXXIesiècles
Depuis la création des régions administratives au XXe siècle, les Nivernais sont confondus avec les Bourguignons, car le département de la Nièvre a fait partie de la région Bourgogne de 1956 à 2015 puis de la Bourgogne-Franche-Comté à partir de 2016.

## Langage
Abel Hugo considère que le dialecte du Nivernais parait avoir peu d'analogie avec les dialectes des départements voisins. Il offre des dissemblances complètes avec l'idiome en usage dans l'Auvergne et avec l'ancienne langue limousine. Aussi, il se rapproche beaucoup de la langue française par ses formes grammaticales.
Le dialecte du Nivernais est encore utilisé dans la montagne en 1835, mais l'usage de la langue française, qui est général dans toutes les villes, commence à s'étendre dans les campagnes à cette époque et cela grâce aux écoles et aux moyens d'instruction de plus en plus multipliés.

## Costumes

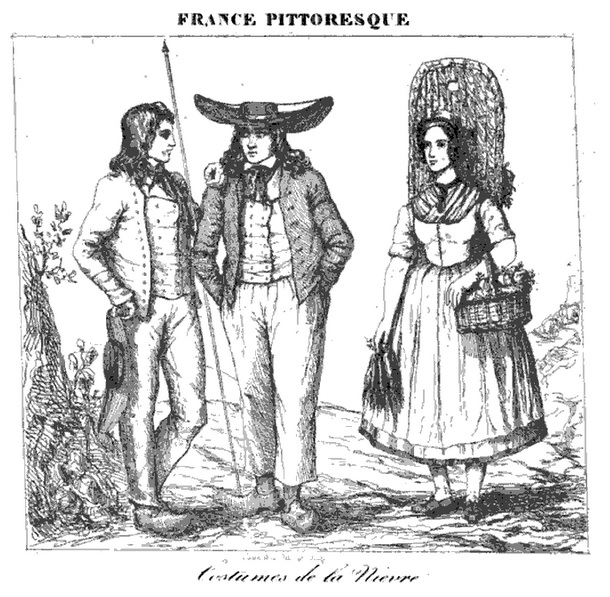
Costumes de la Nièvre, dessin de 1835.

En 1835, le costume des habitants de la Nièvre, formé d'étoffes du pays, parmi lesquelles le poulan gris tenant la première place, est simple et commode. Des sabots pour chaussure, des chaussons de laine, un large pantalon, un gilet croisé sur la poitrine, une veste un peu étroite mais pouvant aussi se boutonner, tel est le vêtement complet d'un paysan. Il porte les cheveux longs et couvre sa tête d'un chapeau à forme basse mais à large bords, que soutiennent de longs cordons entrelacés autour de la forme. Pendant l'hiver, ses vêtements sont d'étoffes de laine, le plus communément grises ou brunes ; pendant l'été, une toile écrue, grossière mais solide et faite avec les fils du pays, remplace le drap.
Les femmes des campagnes, qui portent des jupons courts plissés, un casaquin à courtes manches et lacé sur le devant, aiment pour leur mouchoir de cou les couleurs vives ; elles se coiffent par ailleurs d'un chapeau bas à petite forme.

## Ancien usage
M. l'abbé Lebœuf rapporte un privilége assez singulier du monastère de La Charité : des députés du canton des Amognes en Nivernais, amenaient tous les ans à la fête de la Nativité de Notre-Dame, à l'église de ce prieuré, une charrette ornée de verdure et chargée d'une mine de froment tirée par quatre taureaux et conduite par quatre filles. Étant arrivées devant la porte du monastère, et en présence des habitants de vingt-cinq paroisses qui s'y trouvaient avec la croix et la bannière, ces filles offraient la mine de blé au prieur, après quoi on les conduisait à la salle des hôtes pour les y régaler. Les taureaux étaient menés aux écuries et le blé au grenier. Néanmoins il est à croire que si la charrette restait dans la cour, les quatre filles ne restaient pas dans le couvent, c'est ce que ne dit pas l'abbé Lebœuf.

## Migrations
Une partie de l'immigration nivernaise paraît suivre une progression selon le mode des opportunités au sud-est de la capitale parisienne[Quand ?], mais une autre partie procède au contraire à partir de l'ouest, qui est la zone la plus lointaine de Paris pour les Nivernais.